# Докучаева, Алла Анатольевна
Докучаева Алла Анатольевна  (род. 7 января 1935, гор. Горький) — советский и российский писатель, журналист. Член Союза писателей РБ с 1994 года. Заслуженный работник культуры Башкортостана. Лауреат премии им. Ш. Худайбердина (1997).

## Биография
Докучаева Алла Анатольевна родилась 7 января 1935 года в Горьком (ныне Нижний Новгород).
В 1957 году окончила Горьковский университет. По окончании университета работала в газетах и журналах  г. Горький:  с 1970 года  — в Уфе зав. отделом, с 1982 года - секретарь, в 1993 — 2001 годах - зам. главного редактора газеты «Вечерняя Уфа».
Алла Анатольевна пишет прозу в жанре детектива, стихи для детей, статьи на темы литературы и искусства.

## Произведения
Докучаева Алла Анатольевна — автор более 20 художественных и документальных книг, является мастером детектива.
Книги: «Убийство в реликтовой роще» (1991), «Тайны старого дома» (1993), «Яд «Маскарада»» (2005), научно-фантастический роман «Суд Божий» (2005).
Книги очерков: «Дети похожи на нас» (1991), «Лица. Знакомые и не очень» (2000).